# Rom–Neapel–Rom
Rom–Neapel–Rom war ein italienisches Straßenradrennen, das als Eintagesrennen, zum Teil auch als Etappenrennen ausgetragen wurde. Es fand von 1902 bis 1961 statt. Der Kurs führte von der italienischen Hauptstadt Rom durch das Latium und Kampanien nach Neapel und zurück.

## Geschichte
Von 1902 bis 1914 und von 1928 bis 1954 trug das Radrennen den Namen Rom–Neapel–Rom. Von 1919 bis 1927 hieß es Corsa del XX Settembre und von 1955 bis 1961 wurde es unter dem Namen Ciclomotoristic Grand Prix veranstaltet. Bei dem Ciclomotoristic Grand Prix wurde ein Teil der Strecke hinter Motorradführung bewältigt.
In den Jahren 1908–1911, 1913, 1919, 1930, 1950–1961 war es ein Etappenrennen, ansonsten ein Eintagsrennen. Rom–Neapel–Rom fand in der Regel im April oder Mai statt. Vor dem Zweiten Weltkrieg wurde es im September veranstaltet. Die Länge des Rennens betrug zwischen 224 Kilometern (kürzestes Eintagesrennen) und 1.438 Kilometern (längstes Etappenrennen 1960), wobei das Eintagesrennen meistens 460 Kilometer lang war.

## Sieger
- 1902  Fernandino Grammel
- 1903  Enzo Spadoni
- 1904  Achille Galadini
- 1905  Eberardo Pavesi
- 1906  Carlo Galetti
- 1907  Giovanni Gerbi
- 1908  Giovanni Gerbi
- 1909  Giovanni Gerbi
- 1910  Mario Bruschera
- 1911  Dario Beni
- 1912  Dario Beni
- 1913  Costante Girardengo
- 1914  Dario Beni
- 1919  Alfredo Sivocci
- 1920  Angiolo Marchi
- 1921  Costante Girardengo
- 1922  Costante Girardengo
- 1923  Costante Girardengo
- 1924  Romolo Lazzaretti
- 1925  Costante Girardengo
- 1926  Alfredo Binda
- 1927  Giuseppe Pancera
- 1928  Antonio Negrini
- 1929  Gaetano Belloni
- 1930  Michele Mara
- 1934  Learco Guerra
- 1950  Jean Robic
- 1951  Ferdinand Kübler
- 1952  Fiorenzo Magni
- 1953  Fiorenzo Magni
- 1954  Bruno Monti
- 1955  Bruno Monti
- 1956  Stan Ockers
- 1957  Wout Wagtmans
- 1958  Joseph Hoevenaers
- 1959  Louison Bobet
- 1960  Louison Bobet
- 1961  Jean Graczyk